# Табита Стивънс
Табита Стивънс (на английски: Tabitha Stevens) е артистичен псевдоним на американската порнографска актриса и режисьор на порнографски филми Кели М. Гарет (Kelly M. Garrette), родена на 16 февруари 1970 г. в Лонг Айлънд, щата Ню Йорк, САЩ.

## Награди и номинации
Зали на славата
- 2007: AVN зала на славата.[4][5][6][2]

Номинации за индивидуални награди
- 2001: Номинация за AVN награда за най-добра поддържаща актриса.[4]